# 3-е відділення Золотої Балки
3-е відділення Золотої Балки (крим. Zolota Balka) розмовне 10-й кілометр, Десятий — віддалена частина міста Севастополя, в Балаклавському районі. Розташована у центрі району, приблизно за 4 км на захід від Балаклави, на 10-му кілометрі Балаклавського шосе.
З 7 вересня 2023 року місцевість передана до Бахчисарайського району Автономної Республіки Крим, однак, вона досі не має статусу окремого населеного пункту.
2014 року після анексії Криму РФ окупаційна адміністрація почала вважати населений пункт як село.